# Bande dessinée mexicaine

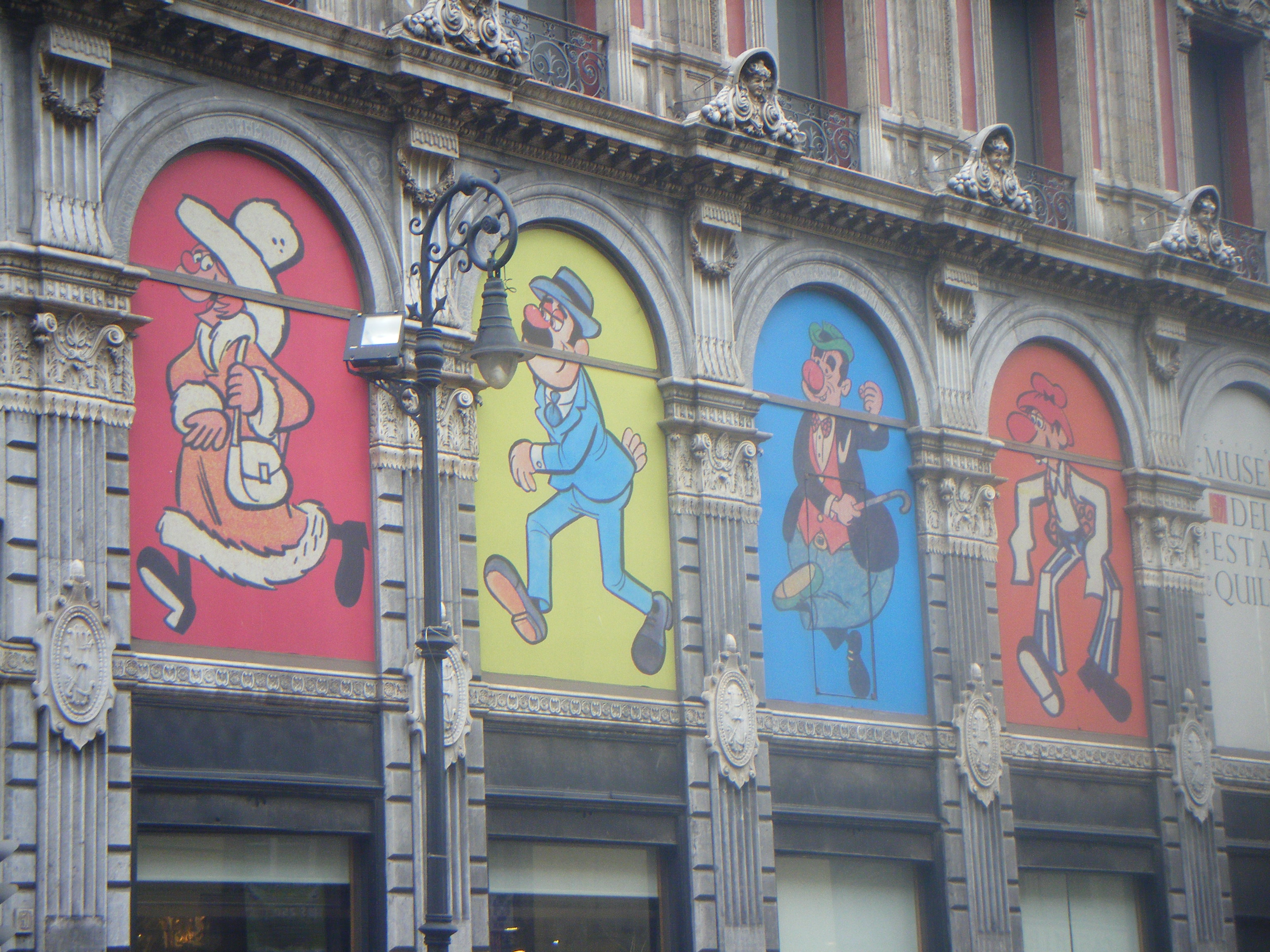
Personnages de Gabriel Vargas au Museo del Estanquillo (Mexico).

La bande dessinée mexicaine (Historieta de México) existe depuis la fin du XIXe siècle et est très développée. Au Mexique, le terme « monitos » était parfois employé pour désigner les historietas. Maintenant, « cómic » et « historieta » sont utilisés indistinctement.

## Histoire
Il semblerait que les débuts de la bande dessinée mexicaine coïncident avec l'apparition d'une série de 102 lithographies (exécutées par Eusebio Plates, un peintre catalan), Histoire d'une femme offertes dans les paquets de cigares El Buen Tono. Alors que la caricature politique est déjà bien répandue dans le pays, Histoire d'une femme est plus proche du langage de la bande dessinée européenne de l'époque, il s'agit d'une série de vignettes illustrées dans lesquelles, un texte est inséré dans la partie inférieure; le phylactère n'est pas encore employé. Une autre similitude avec ce que seront les historietas est que le lecteur reçoit chaque chapitre comme un roman dans les nouvelles livraisons de paquet de cigares.
La marque de tabac se rend compte de l'accroissement des ventes et vingt-deux années plus tard, elle publie un autre titre dont le protagoniste est Ranilla, un fumeur qui devient rapidement le premier personnage de la historieta mexicaine et dont  le lecteur découvre  les nouvelles aventures avec l'achat d'un paquet de cigares. Un dessinateur mexicain, Juan Bautista Urrutia, est chargé de la réalisation. Le Buen Tono s'associe avec la brasserie  Moctezuma de Orizaba et les personnages d'Urrutia, qui se mettent toujours dans des problèmes, s'en sortent en fumant un cigare du Buen Tono ou en buvant une bière Moctezuma.
Au début du XXe siècle, plusieurs hebdomadaires mexicains publient des historietas. Peu à peu, les journaux commencent à acheter les droits pour reproduire des bandes dessinées étrangères. Finalement des auteurs mexicains commencent à apparaître.
En 1928, apparaît Adelaido El Conquistador, de Juan Arthenack, dans El Universal Gráfico. En 1936, Chamaco Grande, la première revue hebdomadaire mexicaine de bande dessinée, est lancée avec du matériel national. La concurrence émerge la même année avec l'apparition de la revue Pepín, qui existera jusqu'en 1955. Peu à peu, les historietas  commencent à sortir du registre comique et des bandes dessinées de terreur, de science fiction ou romantiques (genre particulièrement présent, encore de nos jours) sont éditées. C'est à cette époque que Yolanda Vargas Dulche (créatrice de Memín Pinguín) commence à écrire.
Les années 1940 sont considérées comme l'âge d'or de la bande dessinée mexicaine. Los superlocos de Gabriel Vargas et Los Supersabios de Germán Butze, entre autres, en sont le témoignage. Pour la revue Pepín, Gabriel Vargas créera en 1947 la Familia Burrón, un classique des historietas mexicaine.
C'est au Mexique qu'Alejandro Jodorowsky écrit pour la première fois une bande dessinée. En 1966, il crée Anibal Cinq avec le dessinateur mexicain Manuel Moro Cid, qu'il reprendra plus tard avec Georges Bess au dessin.
Dans les années 1990, la bande dessinée mexicaine connaît un certain renouveau porté par de jeunes artistes désireux d'aborder des thèmes plus adultes, comme Edgar Clement ou Pepe Quintero.

## Séries mexicaines
- La Familia Burrón
- Kalimán
- Memín Pinguín

## Auteurs mexicains

### Historietistas
- Oscar González Guerrero
- Gabriel Vargas
- Yolanda Vargas Dulché
- Rius (écrivain)

### Comicset BD franco-belge
- José Ladrönn
- Humberto Ramos